# Пранжен
Пранжен (фр. Prangins) — громада  в Швейцарії в кантоні Во, округ Ньйон.
Пранжен має філію Швейцарського Національного музею.

## Географія
Громада розташована на березі Женевського озера на відстані близько 115 км на південний захід від Берна, 34 км на південний захід від Лозанни.
Пранжен має площу 6,1 км², з яких на 31,1% дозволяється будівництво (житлове та будівництво доріг), 54,7% використовуються в сільськогосподарських цілях, 13,6% зайнято лісами, 0,7% не є продуктивними (річки, льодовики або гори).

## Демографія
2019 року в громаді мешкало 4085 осіб (+5,3% порівняно з 2010 роком), іноземців було 29,9%. Густота населення становила 673 осіб/км².
За віковим діапазоном населення розподілялося таким чином: 24,2% — особи молодші 20 років, 58,3% — особи у віці 20—64 років, 17,5% — особи у віці 65 років та старші. Було 1598 помешкань (у середньому 2,6 особи в помешканні).
Із загальної кількості 1843 працюючих 21 був зайнятий в первинному секторі, 1042 — в обробній промисловості, 780 — в галузі послуг.